# Set (bibelsk person)
|  | Denne side handler om Adam og Evas tredje søn. For den egyptiske gud, se Seth. For andre betydninger, se Set |
Set (hebraisk: שֵׁת, moderne hebraisk Šet, arabisk: شِيث (Sheeth); "den placerede", "den udpegede") er i Jødedommen, Kristendommen, Mandeismen og Islam, den tredje søn af Adam og Eva og bror til Kain og Abel, der var de eneste af Adam og Evas børn, der nævnes i Tanakh (den jødiske version af Det Gamle Testamente). Ifølge Første Mosebog 4:25 blev Set født efter drabet på Abel, og Eva mente, at Gud havde udpeget ham som en erstatning for Abel.
Set blev Fader til Enos ("Menneske") og derigennem stamfader til en slægt, der føres ned til Noah. Da Kains slægt ikke overlevede Syndfloden, anses Set gennem Noah som alle menneskers forfader.
Set spillede en betydelig rolle i senere tiders spekulationer. En gnostisk sekt opkaldte sig efter ham.

## Første Mosebog
Ifølge Første mosebog blev Set født, da Adam var 130 år gammel. Set lignede Adam (ifølge ældre oversættelser avlede Adam "en søn, som var ham lig, og i hans billede") Sets lighed med Adam indebar, at han i traditionen anses som den, der viderefører Adams virke på jorden. Ifølge Biblen blev Set 912 år gammel.

## Jødisk tradition
Set optræder i Adam og Evas liv, i den græske version også kaldet Moses Apokalypse, en jødisk pseudopigrafisk gruppe af skrifter, der beskriver Adam og Evas liv efter fordrivelsen fra Edens Have og frem til deres død. De bevarede versioner blev skrevet ned fra begyndelsen af det 3. århundrede til det 5. århundrede,:252  hvis litterære dele anses at være ældre og hovedsagelig af jødisk oprindelse. Det er bredt antaget, at det oprindeligt var skrevet på et semitisk sprog:251  i det 1. århundrede e.Kr.:252  I de græske versioner rejser Set og Eva til portene ved Edens Have og beder om olie fra Bamhjertighedens træ (dvs. Livets Træ). På vejen bliver Set angrebet og bidt af et vildt dyr, der dog trækker sig tilbage på Sets befaling. Ærkeenglen Michael nægter at give dem olie nu, men lover at give dem olien ved tidens ende, når kødet genopstår, Paradisets glæder gives til de hellige og Gud vil være i deres midte. Da Set og Eva kommer tilbage til Adam, siger Adam til Eva: "Hvad har du gjort ? Du har bragt os stor vrede, som er døden." (kap. 5-14) Senere er det kun Set, der kan se Adam, der ved sin begravelse bliver bragt til Edens Have i en guddommelig stridsvogn.
Den jødiske historiker Rashi (Rabbi Shlomo Yitzhaqi) angiver Set som forfader til Noah og derved fader til menneskeheden, da alle andre mennesker omkom ved Syndfloden.
Indenfor gnosticismen anses Set som en erstatning for Abel, som Kain havde slået ihjel. Ifølge overleveringen gav Adam Set hemmelig viden, der senere blev til kabbalah. Zoharen beskriver Set som "forfaderen til alle generationerne af tzaddikim" (hebraisk: "de retfærdige").
Ifølge Seder Olam Rabbah var Set født i år 130 efter skabelsen (anno mundi, AM) og han døde i 1042 AM. Ifølge Aggadah fik han 33 sønner og 23 døtre.

## Kristendommen
Jubilæerbogen fra det 2. århundrede angiver også Sets fødselsår som 130 år efter Skabelsen. Ifølge Jubilæerbogen giftede Set sig i 231 AM med sin 4 år yngre søster Azura. I år 235 AM fødte Azura Enos.
I Lukasevangeliet 3:23-38 er angivet, at Seth er forfader i Jesu slægt.
Setianerne var en gnostisk sekt, der opstod før kristendommen. Deres indflydelse spredte sig udover Middelhavsområdet. Sekten, der var overvejende jødisk i sin tradition, var stærkt påvirket af Platon. Setianerne fik deres navn efter deres veneration for den bibelske Set, der i deres skabelsesberetning er en guddommelig inkarnation; hvorfor efterkommere af Set anses at være en udvalgt skare inden for menneskeheden. Setianerne betragtede både verden og materien som onde.

## Islam
Islamisk tradition anser Set som Adam og Evas tredje søn og som en gave fra Gud efter Abels død. Selvom Set ikke er nævnt i Koranen, anses han i muslimsk tradition som en profet som sin fader Adam, og som den, der efter Adams død fortsatte med at lære menneskeheden om Guds love. Islamisk folklore giver Set en fremtrædende plads blandt patriarkerne fra tiden før Syndfloden, og enkelte kilder angiver endog, at Set modtog et helligt skrift.
Islamisk litteratur angiver, at Set var født, da Adam var mere end 100 år gammel, og da Adam døde, havde han udpeget Set til at løfte arven efter ham som leder af sit folk. Muslimer angiver, at Set blev givet visdom i flere af livets aspekter, herunder kendskab til tiden, en profeti om den kommende Syndflod og viden om måderne at bede aftenbøn. Islam anser som jødedommen og kristendomme Set som ophav til menneskeheden, da Abel ikke efterlod sig en slægt, og da Kains slægt omkom ved Syndfloden. I muslimsk tradition er fremstillingen af mange traditionelle islamiske redskaber tilskrevet profeterne, og særlig Set.
Set har også spillet en rolle i islamisk mysticisme, kendt som Sufisme
Nogle muslimer mener, at Sets grav er placeret i landsbyen Al-Nabi Shayth (bogstaveligt "Profeten Set") i Libanon, hvor en moské er opkaldt efter ham. En anden tradition, omtalt af arabiske geografer i det 13. århundrede, placerer graven for Nabi Shith ("Profet Set") i den palæstinensiske landsby Bashshit sydvest for byen Ramla.